# Xã Brookfield, Quận LaSalle, Illinois
Xã Brookfield (tiếng Anh: Brookfield Township) là một xã thuộc quận LaSalle, tiểu bang Illinois, Hoa Kỳ. Năm 2010, dân số của xã này là 1.060 người.